# Nowa Wieś (powiat nowotomyski)
Nowa Wieś (także Nowa Wieś-Zamek) – wieś w Polsce położona w województwie wielkopolskim, w powiecie nowotomyskim, w gminie Zbąszyń. Leży po południowo-zachodniej stronie jeziora Błędno. Większość mieszkańców Nowej Wsi mieszka w dużym popegeerowskim bloku na wzgórzu.

## Historia
Miejscowość pierwotnie związana była z Wielkopolską. Ma metrykę średniowieczną i istnieje co najmniej od XV wieku. Po raz pierwszy wymieniana w dokumencie z 1408 jako Novawes, 1409 Novavilla, 1409 Nova Uilla, 1415 Nowawesz, 1489 Nowawyesch.
Miejscowość była wsią szlachecką należącą do lokalnych rodów wielkopolskich Kiełbowskich, Nowowiejskich, a później do Zbąskich. W drugiej połowie XV wieku leżała w dobrach Zbąszyń. W 1489 leżała w powiecie kościańskim Korony Królestwa Polskiego, a w 1510 należała do parafii Zbąszyń. Wchodziła w skład dóbr kębłowskich oraz zbąszyńskich.
W latach 1408–1417 jako właściciel wsi odnotowany został Miksz (Mikołaj lub Miczek) noszący odmiejscowe nazwisko Nowowiejski. W 1409 posądzony został o nieszlacheckie pochodzenie przez Sędziwoja Wyskotę i dowodził swego szlachectwa przed sądem przy pomocy świadków. Szlachectwo potwierdziło dwóch świadków Kiebłowskich z herbu ojczystego, dwóch ze strony matki herbu Trach oraz dwóch herbu Staroma. Za swoje pomówienie Sędziwój zapłacił karę. W 1489 synowie Stanisława Zbąskiego - Abraham, Piotr i Marcin bracia ze Zbąszynia podzielili swoje dobra dziedziczne.  Nową Wieś otrzymał Piotr Zbąski. W 1510 miejscowość została odnotowana jako wieś opustoszała. W 1528 miejscowość przypada braciom Janowi i Piotrowi Zbąskim. W 1531 w działach między Piotrem, a Janem Nowa Wieś wraz z folwarkiem przypada kustoszowi wiślickiemu, kanonikowi katedry poznańskiej oraz sekretarzowi króla Zygmunta I Starego Janowi Zbąskiemu. W 1535 odnotowano folwark Nowa Wieś, który leżał nad jeziorem Błędno. Przynależały do niego role, które podzielone były na trzy pola leżące koło siebie czyli ziemię uprawiano wówczas w układzie trójpolowym. 
Przed II wojną światową, w przeciwieństwie do sąsiedniej Nowej Wsi Zbąskiej miejscowość leżała w Niemczech.
W latach 1975–1998 miejscowość administracyjnie należała do województwa zielonogórskiego.
W latach 1946–1954 w gminie Dąbrówka Wielkopolska w powiecie międzyrzeckim, od 1950 w województwie zielonogórskim. W latach 1946–1954 w gromadzie Kosieczyn. W latach 1973–1991 w gminie Zbąszynek; 1 stycznia 1992 włączona do gminy Zbąszyń.

## Zabytki
W miejscowości znajduje się zabytkowy zespół pałacowy, na który składają się:
- eklektyczny pałac z II poł. XIX wieku, przebudowany w 1907 roku, z bogatymi sztukateriami[4][11]
- kaplica z przełomu XIX i XX wieku[11]
- park o pow. 1,65 ha z II poł. XIX wieku ze starodrzewem i cmentarzem rodowym[4][11]

## Turystyka
Przez miejscowość przebiegają znakowane szlaki piesze:
- ze Zbąszynia przez Dąbrówkę Wlkp. do Miedzichowa[4].
- z Trzciela do Wąsosza